# Первомайская (остановочный пункт, Свердловская железная дорога)

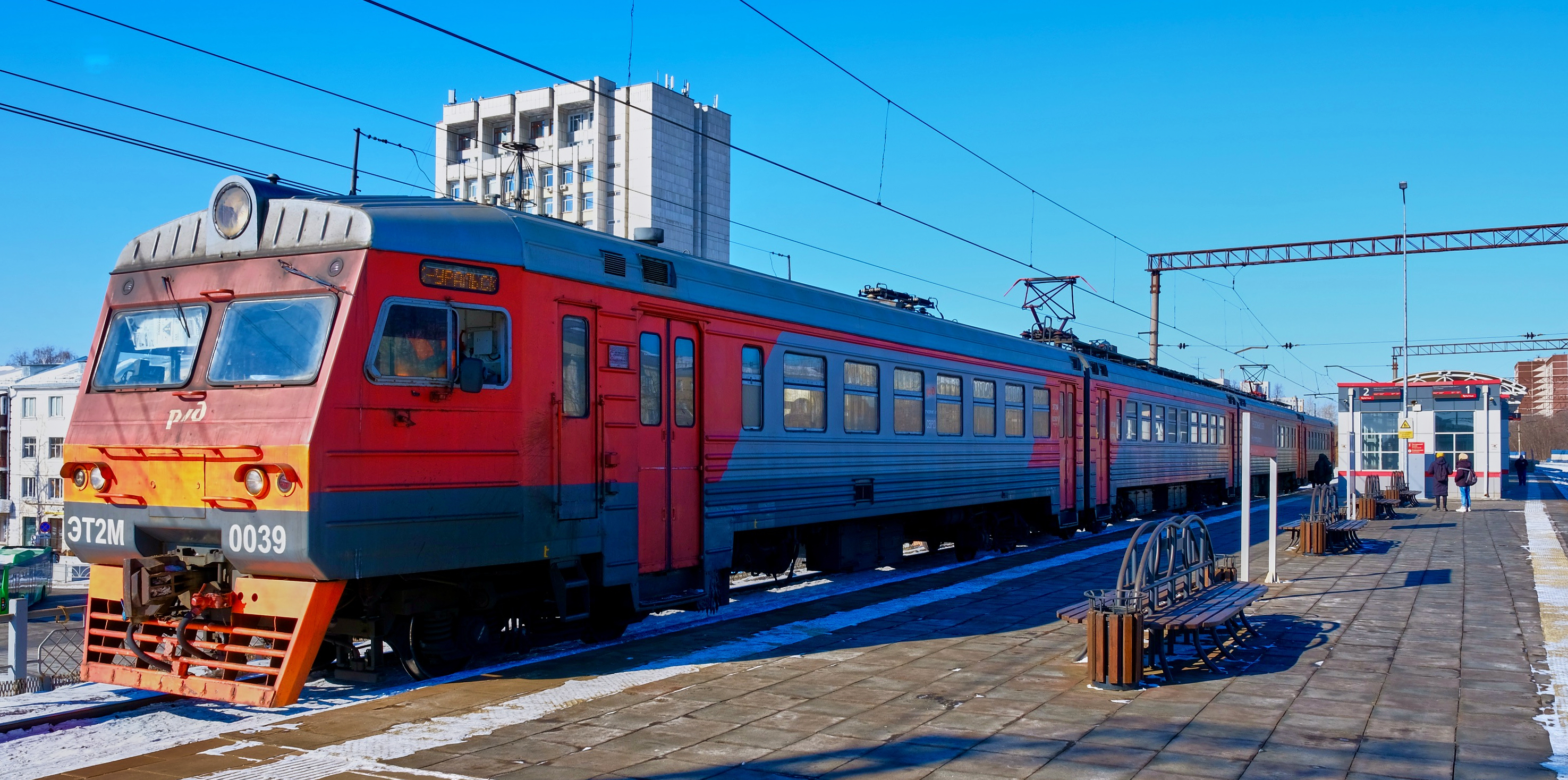
Пригородный электропоезд на станции

Первома́йская — остановочный пункт / пассажирская платформа Свердловской железной дороги. Находится на 1817 км главного хода Транссиба, в Кировском районе Екатеринбурга, между жилыми районами Центр и Втузгородок.
Расположена параллельно Восточной улице на двух мостах и насыпи, непосредственно под путепроводами имеются выходы с платформы: два выхода с платформы № 1 в её южной части — на проспекта Ленина, остановкам трамваев и автобусов, и один с платформы № 2 в северной части — к Первомайской улице.
Две пассажирские платформы, расположены в междупутье чётного и нечётного пассажирских путей. Платформа № 1 низкая, имеет пассажирский павильон с двумя билетными кассами. Платформа № 2 высокая, продолжает платформу № 1 и соединяется с ней лестничным ходом и пандусом. Платформы обозначены отдельно и принимают поезда разного типа.
После обновления вся станция находится под навесом, выходы со станции дополнительно оборудованы павильонами и кассовыми автоматами, спуски на улицу оборудованы лифтами для инвалидной коляски.
Вдоль платформы проходят четыре железнодорожных пути главного хода Транссиба: два пассажирских и два грузовых.
На станции останавливаются все электропоезда, следующие из Екатеринбурга в направлении станции Шарташ, пригородные поезда на Егоршино, Верхний Уфалей, а также городская электричка и аэроэкспресс в аэропорт «Кольцово».
В непосредственной близости от платформы, у пересечения улицы Восточной и проспекта Ленина находится пригородная автостанция «Восточная» — конечная пригородных автобусов № 112, 117, 118, 119, 120, 121, 128, 141, 0152, 0153, 166.
В перспективе рядом с платформой у пересечения Восточной улицы и проспекта Ленина планируется строительство станции метро «Восточная».